# Kiryūin hanako no shōgai
Kiryūin hanako no shōgai é um filme de drama japonês de 1982 dirigido e escrito por Hideo Gosha. Foi selecionado como representante do Japão à edição do Oscar 1983, organizada pela Academia de Artes e Ciências Cinematográficas.

## Elenco
- Tatsuya Nakadai - Masagoro Kiryuin
- Masako Natsume - Matsue Kiryuin
- Shima Iwashita - Uta Kiryuin
- Tetsurô Tanba - Uichi Suda
- Kaori Tagasugi - Hanako Kiryuin
- Akiko Kana - Tsuru
- Emi Shindô - Emiwaka
- Akiko Nakamura - Botan
- Mari Natsuki - Akio
- Eitaro Ozawa - Genichiro Tanabe